# Engelse hockeyploeg (mannen)
De Engelse hockeyploeg voor mannen is de nationale ploeg die Engeland vertegenwoordigt tijdens interlands in het hockey. De hockeyploeg doet niet mee aan de Olympische Spelen omdat dan Engeland dan vertegenwoordigd wordt door Groot-Brittannië. Engeland deed in 1908 en 1920 wel mee aan het olympisch toernooi en won beide edities. Op het wereldkampioenschap is de tweede plaats in 1986 de beste prestatie. In 2010 werd voor het eerst sinds dat toernooi weer de halve finale behaald. In 2009 wonnen ze voor het eerst het Europees kampioenschap. De beste prestatie in de Champions Trophy is een tweede plaats in 2010.

## Erelijst Engelse hockeyploeg
| Jaar | Champions Trophy        | Europees kampioenschap     | Olympische Spelen | Wereldkampioenschap             | Hockey World League Hockey Pro League |
| ---- | ----------------------- | -------------------------- | ----------------- | ------------------------------- | ------------------------------------- |
| 1908 |                         |                            | OS 1908 Londen    |                                 |                                       |
| 1920 |                         |                            | OS 1920 Antwerpen |                                 |                                       |
| 1928 |                         |                            | geen deelname     |                                 |                                       |
| 1932 |                         |                            | geen deelname     |                                 |                                       |
| 1936 |                         |                            | geen deelname     |                                 |                                       |
| 1948 |                         |                            | geen deelname     |                                 |                                       |
| 1952 |                         |                            | geen deelname     |                                 |                                       |
| 1956 |                         |                            | geen deelname     |                                 |                                       |
| 1960 |                         |                            | geen deelname     |                                 |                                       |
| 1964 |                         |                            | geen deelname     |                                 |                                       |
| 1968 |                         |                            | geen deelname     |                                 |                                       |
| 1970 |                         | 6e EK 1970 Brussel         |                   |                                 |                                       |
| 1971 |                         |                            |                   | geen deelname                   |                                       |
| 1972 |                         |                            | geen deelname     |                                 |                                       |
| 1973 |                         |                            |                   | 6e WK 1973 Amstelveen           |                                       |
| 1974 |                         | 4e EK 1974 Madrid          |                   |                                 |                                       |
| 1975 |                         |                            |                   | 6e WK 1975 Kuala Lumpur         |                                       |
| 1976 |                         |                            | geen deelname     |                                 |                                       |
| 1978 | geen deelname           | EK 1978 Hannover           |                   | 7e WK 1978 Buenos Aires         |                                       |
| 1980 | geen deelname           |                            | geen deelname     |                                 |                                       |
| 1981 | 6e CT 1981 Karachi      |                            |                   |                                 |                                       |
| 1982 | geen deelname           |                            |                   | 9e WK 1982 Bombay               |                                       |
| 1983 | geen deelname           | 5e EK 1983 Amstelveen      |                   |                                 |                                       |
| 1984 | geen deelname           |                            | geen deelname     |                                 |                                       |
| 1985 | geen deelname           |                            |                   |                                 |                                       |
| 1986 | geen deelname           |                            |                   | WK 1986 Londen                  |                                       |
| 1987 | geen deelname           | EK 1987 Moskou             |                   |                                 |                                       |
| 1988 | geen deelname           |                            | geen deelname     |                                 |                                       |
| 1989 | geen deelname           |                            |                   |                                 |                                       |
| 1990 | geen deelname           |                            |                   | 5e WK 1990 Lahore               |                                       |
| 1991 | geen deelname           | EK 1991 Parijs             |                   |                                 |                                       |
| 1992 | geen deelname           |                            | geen deelname     |                                 |                                       |
| 1993 | geen deelname           |                            |                   |                                 |                                       |
| 1994 | geen deelname           |                            |                   | 6e WK 1994 Sydney               |                                       |
| 1995 | 6e CT 1995 Berlijn      | EK 1995 Dublin             |                   |                                 |                                       |
| 1996 | geen deelname           |                            | geen deelname     |                                 |                                       |
| 1997 | geen deelname           |                            |                   |                                 |                                       |
| 1998 | geen deelname           |                            |                   | 6e WK 1998 Utrecht              |                                       |
| 1999 | 5e CT 1999 Brisbane     | EK 1999 Padua              |                   |                                 |                                       |
| 2000 | geen deelname           |                            | geen deelname     |                                 |                                       |
| 2001 | 5e CT 2001 Rotterdam    |                            |                   |                                 |                                       |
| 2002 | geen deelname           |                            |                   | 7e WK 2002 Kuala Lumpur         |                                       |
| 2003 | geen deelname           | EK 2003 Barcelona          |                   |                                 |                                       |
| 2004 | geen deelname           |                            | geen deelname     |                                 |                                       |
| 2005 | geen deelname           | 6e EK 2005 Leipzig         |                   |                                 |                                       |
| 2006 | geen deelname           |                            |                   | 5e WK 2006 Mönchengladbach      |                                       |
| 2007 | geen deelname           | 5e EK 2007 Manchester      |                   |                                 |                                       |
| 2008 | geen deelname           |                            | geen deelname     |                                 |                                       |
| 2009 | 6e CT 2009 Melbourne    | EK 2009 Amstelveen         |                   |                                 |                                       |
| 2010 | CT 2010 Mönchengladbach |                            |                   | 4e WK 2010 Mumbai               |                                       |
| 2011 | 6e CT 2011 Auckland     | EK 2011 Mönchengladbach    |                   |                                 |                                       |
| 2012 | 8e CT 2012 Melbourne    |                            | geen deelname     |                                 |                                       |
| 2013 |                         | 4e EK 2013 Boom            |                   |                                 | HWL 2012-13                           |
| 2014 | 7e CT 2014 Bhubaneswar  |                            |                   | 4e WK 2014 Den Haag             |                                       |
| 2015 |                         | 4e EK 2015 Londen          |                   |                                 | geen deelname                         |
| 2016 | geen deelname           |                            | geen deelname     |                                 |                                       |
| 2017 |                         | EK 2017 Amstelveen         |                   |                                 | 8e HWL 2016-17                        |
| 2018 | geen deelname           |                            |                   | 4e WK 2018 Bhubaneswar          |                                       |
| 2019 |                         | 5e EK 2019 Antwerpen       |                   |                                 | geen deelname                         |
| 2021 |                         | 4e EK 2021 Amstelveen      | geen deelname     |                                 | geen deelname                         |
| 2022 |                         |                            |                   |                                 | 6e HPL 2022                           |
| 2023 |                         | EK 2023 Mönchengladbach    |                   | 5e WK 2023 Bhubaneswar/Rourkela | geen deelname                         |
| 2024 |                         |                            | geen deelname     |                                 | geen deelname                         |
| 2025 |                         | 6e EK 2025 Mönchengladbach |                   |                                 | geen deelname                         |